# كسوف الشمس 9 مارس 2016

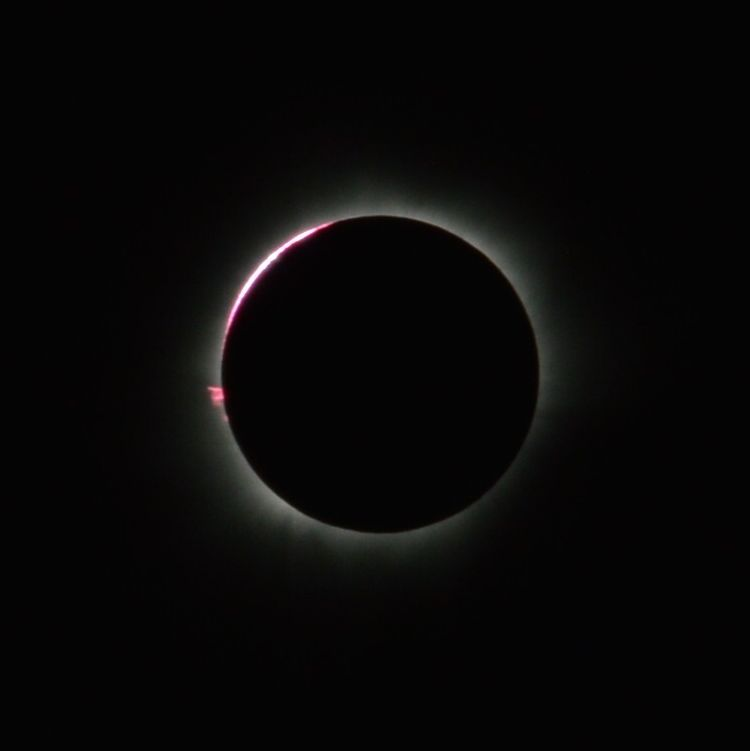
كسوف الشمس كلياً في مدينة باليكبابان التابعة لمحافظة كالمنتان الشرقية في إندونيسيا ، التقطت الصورة عند الساعة 08:42:59 بتوقيت جرينتيش

خريطة تؤشر حادثة كسوف الشمس بتاريخ 9 مارس 2016م

كسوف الشمس في 9 مارس 2016 حدث عندما مر القمر بين الأرض والشمس، وبالتالي كان التعتيم كلياً أو جزئياً، وقد كان الكسوف مرئي في جنوب شرق آسيا وأجزاء من المحيط الهادئ والجزر حول سلطنة تيرنات في بحر مولوكا بإندونيسيا والتي تقع على أو بالقرب من خط كسوف الشمس وربما تعتبر من بين أفضل المواقع لمشاهدة هذا الحدث.

## مشاهدة الكسوف
يعتبر أول كسوف للشمس تشهده إندونيسيا منذ نحو 33 عاماً ولكونها أفضل موقع لمشاهدة الكسوف تدفق الالاف السياح إليها إلا أن الغيوم خيمت على بعض مناطق الأرخبيل وحجبت الرؤية، وتسنى للملايين رصد الكسوف الجزئي من مناطق في أستراليا وجنوب شرق آسيا والمحيط الهادي.

## صور

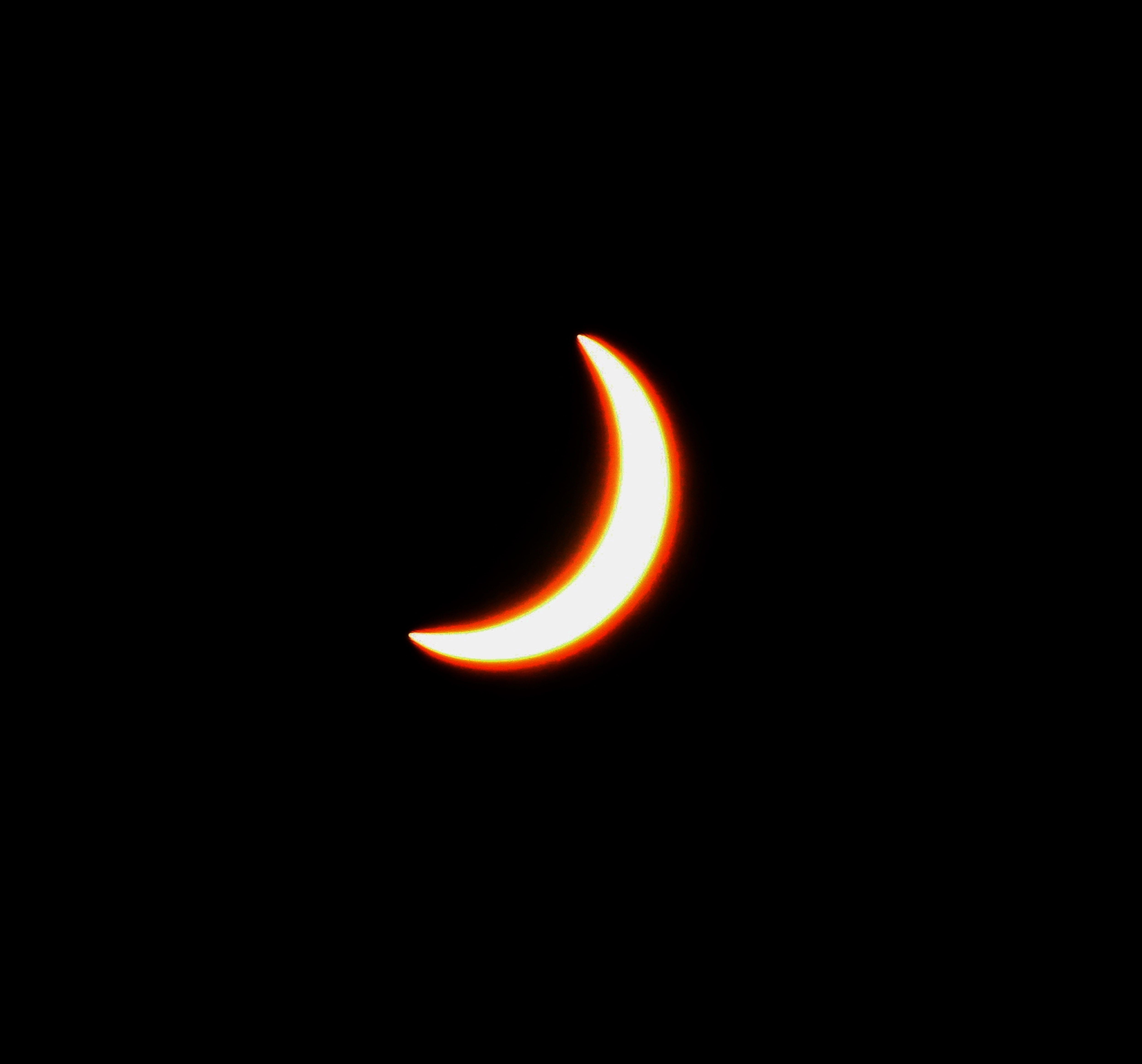
حدثت كسوف الشمس في العاصمة الإندونيسية جاكرتا وذلك عند الساعة 00:23:07 بتوقيت جرينيتش.
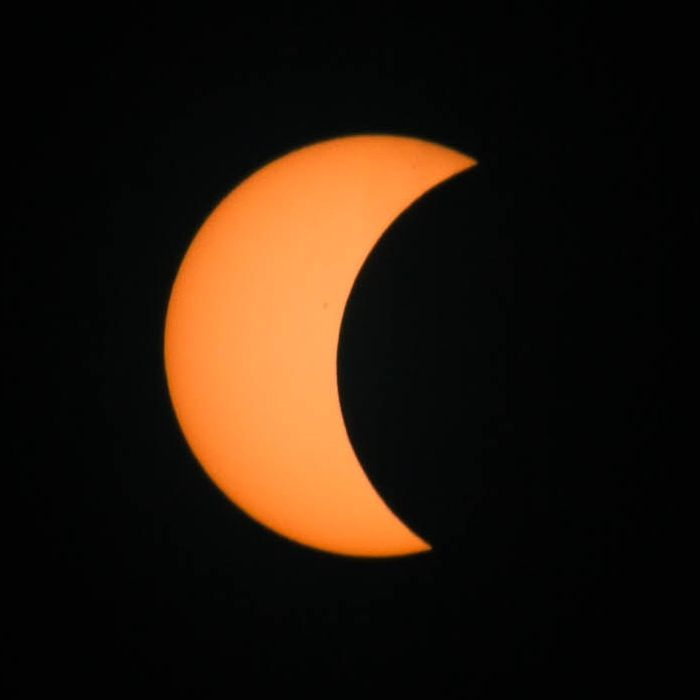
حدثت كسوف الشمس أقل من النصف في مدينة مدينة هو تشي منه فيتنام ، وذلك عند الساعة 00:26:26 بتوقيت جرينتيش.
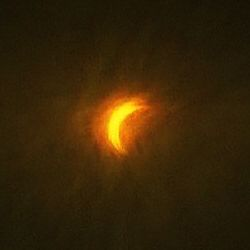
حدثت كسوف الشمس في سنغافورة ، وذلك عند الساعة 00:51:54 بتوقيت جرينيتش.
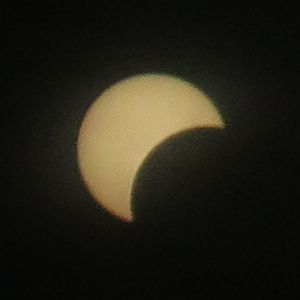
حدثت كسوف الشمس نصفياً في مدينة نونثابوري التايلاندية ، وذلك عند الساعة 00:51:54 بتوقيت جرينتيش.
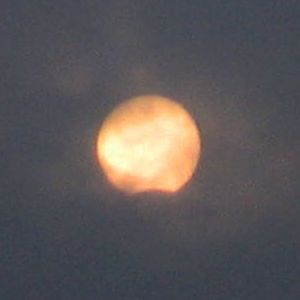
توضيح صورة خسوف الشمس أقل من النصف في مدينة هيفي الصينية ، عند الساعة 01:39:57 بتوقيت جرينيتش.

## وصلات خارجية
- hermit.org: Total Solar Eclipse: March 9 2016
- Interactive map of the eclipse with local circumstances and diagram
- EU project Stars4All: Eclipse online broadcast from Palu (Indonesia)
- Video with Total Solar Eclipse March 09 2016 (From the Beginning to the Total Phase) على يوتيوب